# Francisco I de las Dos Sicilias

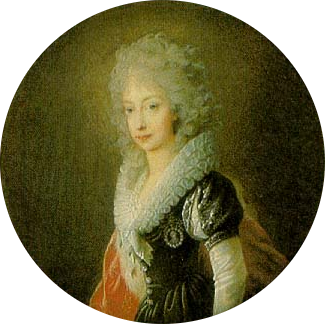
La archiduquesa María Clementina, primera esposa del futuro Francisco I, por Heinrich Friedrich Füger (1795).

Francisco I de las Dos Sicilias (en italiano, Francesco I delle Due Sicilie; Nápoles, 14 de agosto de 1777-Nápoles, 8 de noviembre de 1830) fue rey de las Dos Sicilias entre 1825 y 1830.

## Biografía

### Primeros años de vida
Francisco Genaro José de Borbón (en italiano, Francesco Gennaro Giuseppe di Borbone) nació en Nápoles, capital del Reino de Nápoles; era hijo del rey Fernando IV y de su esposa, la reina María Carolina (nacida archiduquesa de Austria). Sus abuelos eran, por vía paterna, el rey Carlos III de España, quien años antes había ocupado el trono napolitano, y María Amalia de Sajonia, hija del rey de Polonia, y por línea materna, Francisco de Lorena, emperador del Sacro Imperio Romano Germánico, y la emperatriz María Teresa I de Austria, heredera de los Habsburgo austríacos.
Francisco, declarado heredero de su padre por derecho de primogenitura, contrajo matrimonio el 26 de junio de 1797 en Foggia con su prima, la archiduquesa María Clementina de Austria, hija del emperador Leopoldo II. De este matrimonio nacieron dos hijos: María Carolina y Fernando, que falleció en la infancia. A la muerte de su primera esposa en 1801, Francisco se casó el 6 de julio de 1802 con la infanta María Isabel de España, hija de su tío, Carlos IV. La pareja tuvo doce hijos.

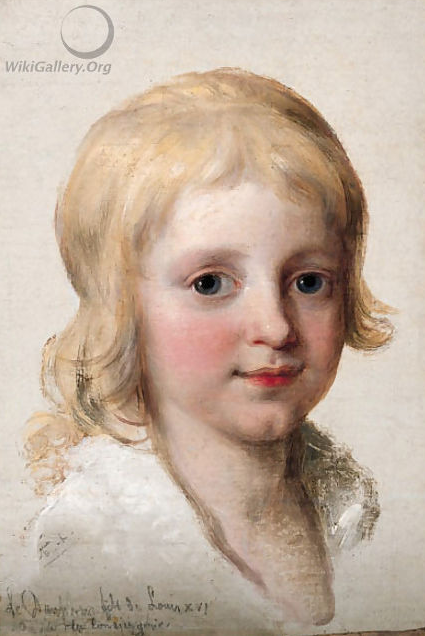
El príncipe Francisco a la edad de 5 años, por Angelica Kauffmann.

### Acontecimientos políticos
Tras la huida de los Borbones de Nápoles a Sicilia en 1806 después de la invasión de Napoleón Bonaparte y el establecimiento por el comandante inglés Lord William Bentinck de una constitución que despojaba de todo poder al rey Fernando I, Francisco fue nombrado regente del reino en 1812.
Tras la caída de Napoleón en 1815, Fernando I regresó a Nápoles, suprimió la constitución y la autonomía siciliana. Los reinos de Sicilia y Nápoles fueron fundidos en un nuevo Estado, el Reino de las Dos Sicilias, en 1816. Francisco asumió entonces el título de duque de Calabria, utilizado históricamente para designar al heredero del trono napolitano.

### Reinado (1825-1830)
Aparentemente más liberal que su padre, como parecieron demostrarlo los acontecimientos vinculados con la revolución de 1820, cuando sucedió a Fernando I en 1825 se manifestó totalmente en sentido opuesto, siendo uno de los puntales de la contrarrevolución en Italia.
Su gobierno estuvo en manos de sus favoritos y de sus jefes militares y policiales. Francisco I vivió el resto de su vida casi encerrado, por temor a un intento de asesinato, y solamente hubo de enfrentar un intento revolucionario en su contra en Cilento, en el año 1828, el cual pudo ser sofocado por el marqués Delcaretto, un antiguo liberal.

## Matrimonios y descendencia
Su descendencia fue numerosa y se vinculó a varias casas reinantes del siglo XIX:
Con María Clementina de Austria:
- María Carolina (1798-1870), casada en primeras nupcias con Carlos Fernando, príncipe de Francia y duque de Berry. Tras la muerte de este, se casó en segundas nupcias con Ettore, conde Lucchesi Palli, príncipe de Campofranco y duque della Grazia. Tuvo descendencia.
- Fernando (1800-1801).

Con María Isabel de España:
- Luisa Carlota (1804-1844), casada con su tío, Francisco de Paula, infante de España y hermano menor de su madre.
- María Cristina (1806-1878), casada en primeras nupcias con su tío, el rey Fernando VII de España, hermano mayor de su madre. A la muerte de este, en segundas nupcias (secretas) con Agustín Fernando Muñoz y Sánchez, duque de Riánsares.
- Fernando II (1810-1859), su sucesor en el trono.
- Carlos Fernando (1811-1862), príncipe de Capua. Casado en matrimonio morganático con Penelope Smyth, de quien hubo descendencia.
- Leopoldo (1813-1860), conde de Siracusa. Casado con María Victoria Filiberta, princesa de Saboya-Carignano; no tuvo descendencia.
- María Antonieta (1814-1898), casada con el gran duque Leopoldo II de Toscana.
- Antonio (1816-1843), conde de Lecce. Muerto soltero y sin descendencia.
- María Amalia (1818-1857), casada con Sebastián Gabriel de Borbón y Braganza, infante de España.
- María Carolina (1820-1861), casada con Carlos Luis de Borbón y Braganza, pretendiente carlista al trono español.
- Teresa Cristina (1822-1889), casada con Pedro II, emperador del Brasil. De ese matrimonio nacerán los príncipes Alfonso (1845-1847), Isabel (1846-1921), Leopoldina (1847-1871), y Pedro (1848-1850). La princesa Isabel se casó con el príncipe francés Luis Felipe María Fernando Gastón de Orleans, conde de Eu, hijo de Luis Carlos Felipe Rafael, duque de Nemours.
- Luis (1824-1897), conde de Aquila. Casado con Januaria María, princesa imperial de Brasil e infanta de Portugal (hermana del emperador Pedro II de Brasil y de la reina María II de Portugal), con quien tuvo descendencia.
- Francisco de Paula (1827-1892), conde de Trápani; casado con la archiduquesa María Isabel de Austria-Toscana, con quien hubo descendencia.

## Títulos y tratamientos
Esta tabla aún no está actualizada. Puedes contribuir aportando información sobre títulos y tratamientos de esta persona.

## Ancestros
|  |                                                   |  |  |  |  |  |  |  |  |  |  |  |  |  |  |  |
|  | 16. Luis de Francia                               |  |  |  |  |  |  |  |  |  |  |  |  |  |  |  |
|  |                                                   |  |  |  |  |  |  |  |  |  |  |  |  |  |  |  |
|  |                                                   |  |  |  |  |  |  |  |  |  |  |  |  |  |  |  |
|  | 8. Felipe V de España                             |  |  |  |  |  |  |  |  |  |  |  |  |  |  |  |
|  |                                                   |  |  |  |  |  |  |  |  |  |  |  |  |  |  |  |
|  |                                                   |  |  |  |  |  |  |  |  |  |  |  |  |  |  |  |
|  | 17. María Ana Victoria de Baviera                 |  |  |  |  |  |  |  |  |  |  |  |  |  |  |  |
|  |                                                   |  |  |  |  |  |  |  |  |  |  |  |  |  |  |  |
|  |                                                   |  |  |  |  |  |  |  |  |  |  |  |  |  |  |  |
|  | 4. Carlos III de España                           |  |  |  |  |  |  |  |  |  |  |  |  |  |  |  |
|  |                                                   |  |  |  |  |  |  |  |  |  |  |  |  |  |  |  |
|  |                                                   |  |  |  |  |  |  |  |  |  |  |  |  |  |  |  |
|  | 18. Eduardo II Farnesio                           |  |  |  |  |  |  |  |  |  |  |  |  |  |  |  |
|  |                                                   |  |  |  |  |  |  |  |  |  |  |  |  |  |  |  |
|  |                                                   |  |  |  |  |  |  |  |  |  |  |  |  |  |  |  |
|  | 9. Isabel Farnesio                                |  |  |  |  |  |  |  |  |  |  |  |  |  |  |  |
|  |                                                   |  |  |  |  |  |  |  |  |  |  |  |  |  |  |  |
|  |                                                   |  |  |  |  |  |  |  |  |  |  |  |  |  |  |  |
|  | 19. Dorotea Sofía del Palatinado-Neoburgo         |  |  |  |  |  |  |  |  |  |  |  |  |  |  |  |
|  |                                                   |  |  |  |  |  |  |  |  |  |  |  |  |  |  |  |
|  |                                                   |  |  |  |  |  |  |  |  |  |  |  |  |  |  |  |
|  | 2. Fernando I de las Dos Sicilias                 |  |  |  |  |  |  |  |  |  |  |  |  |  |  |  |
|  |                                                   |  |  |  |  |  |  |  |  |  |  |  |  |  |  |  |
|  |                                                   |  |  |  |  |  |  |  |  |  |  |  |  |  |  |  |
|  | 20. Augusto II de Polonia                         |  |  |  |  |  |  |  |  |  |  |  |  |  |  |  |
|  |                                                   |  |  |  |  |  |  |  |  |  |  |  |  |  |  |  |
|  |                                                   |  |  |  |  |  |  |  |  |  |  |  |  |  |  |  |
|  | 10. Augusto III de Polonia                        |  |  |  |  |  |  |  |  |  |  |  |  |  |  |  |
|  |                                                   |  |  |  |  |  |  |  |  |  |  |  |  |  |  |  |
|  |                                                   |  |  |  |  |  |  |  |  |  |  |  |  |  |  |  |
|  | 21. Cristiana Eberardina de Brandeburgo-Bayreuth  |  |  |  |  |  |  |  |  |  |  |  |  |  |  |  |
|  |                                                   |  |  |  |  |  |  |  |  |  |  |  |  |  |  |  |
|  |                                                   |  |  |  |  |  |  |  |  |  |  |  |  |  |  |  |
|  | 5. María Amalia de Sajonia                        |  |  |  |  |  |  |  |  |  |  |  |  |  |  |  |
|  |                                                   |  |  |  |  |  |  |  |  |  |  |  |  |  |  |  |
|  |                                                   |  |  |  |  |  |  |  |  |  |  |  |  |  |  |  |
|  | 22. José I del Sacro Imperio Romano Germánico     |  |  |  |  |  |  |  |  |  |  |  |  |  |  |  |
|  |                                                   |  |  |  |  |  |  |  |  |  |  |  |  |  |  |  |
|  |                                                   |  |  |  |  |  |  |  |  |  |  |  |  |  |  |  |
|  | 11. María Josefa de Austria                       |  |  |  |  |  |  |  |  |  |  |  |  |  |  |  |
|  |                                                   |  |  |  |  |  |  |  |  |  |  |  |  |  |  |  |
|  |                                                   |  |  |  |  |  |  |  |  |  |  |  |  |  |  |  |
|  | 23. Guillermina Amalia de Brunswick-Luneburgo     |  |  |  |  |  |  |  |  |  |  |  |  |  |  |  |
|  |                                                   |  |  |  |  |  |  |  |  |  |  |  |  |  |  |  |
|  |                                                   |  |  |  |  |  |  |  |  |  |  |  |  |  |  |  |
|  | 1. Francisco I de las Dos Sicilias                |  |  |  |  |  |  |  |  |  |  |  |  |  |  |  |
|  |                                                   |  |  |  |  |  |  |  |  |  |  |  |  |  |  |  |
|  |                                                   |  |  |  |  |  |  |  |  |  |  |  |  |  |  |  |
|  | 24. Carlos V de Lorena                            |  |  |  |  |  |  |  |  |  |  |  |  |  |  |  |
|  |                                                   |  |  |  |  |  |  |  |  |  |  |  |  |  |  |  |
|  |                                                   |  |  |  |  |  |  |  |  |  |  |  |  |  |  |  |
|  | 12. Leopoldo I de Lorena                          |  |  |  |  |  |  |  |  |  |  |  |  |  |  |  |
|  |                                                   |  |  |  |  |  |  |  |  |  |  |  |  |  |  |  |
|  |                                                   |  |  |  |  |  |  |  |  |  |  |  |  |  |  |  |
|  | 25. Leonor María Josefa de Austria                |  |  |  |  |  |  |  |  |  |  |  |  |  |  |  |
|  |                                                   |  |  |  |  |  |  |  |  |  |  |  |  |  |  |  |
|  |                                                   |  |  |  |  |  |  |  |  |  |  |  |  |  |  |  |
|  | 6. Francisco I del Sacro Imperio Romano Germánico |  |  |  |  |  |  |  |  |  |  |  |  |  |  |  |
|  |                                                   |  |  |  |  |  |  |  |  |  |  |  |  |  |  |  |
|  |                                                   |  |  |  |  |  |  |  |  |  |  |  |  |  |  |  |
|  | 26. Felipe I de Orleans                           |  |  |  |  |  |  |  |  |  |  |  |  |  |  |  |
|  |                                                   |  |  |  |  |  |  |  |  |  |  |  |  |  |  |  |
|  |                                                   |  |  |  |  |  |  |  |  |  |  |  |  |  |  |  |
|  | 13. Isabel Carlota de Orleans                     |  |  |  |  |  |  |  |  |  |  |  |  |  |  |  |
|  |                                                   |  |  |  |  |  |  |  |  |  |  |  |  |  |  |  |
|  |                                                   |  |  |  |  |  |  |  |  |  |  |  |  |  |  |  |
|  | 27. Isabel Carlota del Palatinado                 |  |  |  |  |  |  |  |  |  |  |  |  |  |  |  |
|  |                                                   |  |  |  |  |  |  |  |  |  |  |  |  |  |  |  |
|  |                                                   |  |  |  |  |  |  |  |  |  |  |  |  |  |  |  |
|  | 3. María Carolina de Austria                      |  |  |  |  |  |  |  |  |  |  |  |  |  |  |  |
|  |                                                   |  |  |  |  |  |  |  |  |  |  |  |  |  |  |  |
|  |                                                   |  |  |  |  |  |  |  |  |  |  |  |  |  |  |  |
|  | 28. Leopoldo I del Sacro Imperio Romano Germánico |  |  |  |  |  |  |  |  |  |  |  |  |  |  |  |
|  |                                                   |  |  |  |  |  |  |  |  |  |  |  |  |  |  |  |
|  |                                                   |  |  |  |  |  |  |  |  |  |  |  |  |  |  |  |
|  | 14. Carlos VI del Sacro Imperio Romano Germánico  |  |  |  |  |  |  |  |  |  |  |  |  |  |  |  |
|  |                                                   |  |  |  |  |  |  |  |  |  |  |  |  |  |  |  |
|  |                                                   |  |  |  |  |  |  |  |  |  |  |  |  |  |  |  |
|  | 29. Leonor Magdalena del Palatinado-Neoburgo      |  |  |  |  |  |  |  |  |  |  |  |  |  |  |  |
|  |                                                   |  |  |  |  |  |  |  |  |  |  |  |  |  |  |  |
|  |                                                   |  |  |  |  |  |  |  |  |  |  |  |  |  |  |  |
|  | 7. María Teresa I de Austria                      |  |  |  |  |  |  |  |  |  |  |  |  |  |  |  |
|  |                                                   |  |  |  |  |  |  |  |  |  |  |  |  |  |  |  |
|  |                                                   |  |  |  |  |  |  |  |  |  |  |  |  |  |  |  |
|  | 30. Luis Rodolfo de Brunswick-Wolfenbüttel        |  |  |  |  |  |  |  |  |  |  |  |  |  |  |  |
|  |                                                   |  |  |  |  |  |  |  |  |  |  |  |  |  |  |  |
|  |                                                   |  |  |  |  |  |  |  |  |  |  |  |  |  |  |  |
|  | 15. Isabel Cristina de Brunswick-Wolfenbüttel     |  |  |  |  |  |  |  |  |  |  |  |  |  |  |  |
|  |                                                   |  |  |  |  |  |  |  |  |  |  |  |  |  |  |  |
|  |                                                   |  |  |  |  |  |  |  |  |  |  |  |  |  |  |  |
|  | 31. Cristina Luisa de Oettingen-Oettingen         |  |  |  |  |  |  |  |  |  |  |  |  |  |  |  |
|  |                                                   |  |  |  |  |  |  |  |  |  |  |  |  |  |  |  |
|  |                                                   |  |  |  |  |  |  |  |  |  |  |  |  |  |  |  |

| Títulos reales         |                                                                   |                      |
| Predecesor: Fernando I | Rey de las Dos Sicilias 4 de enero de 1825-8 de noviembre de 1830 | Sucesor: Fernando II |